# Sahid Kargbo
Sahid Tejan Kargbo (ur. 9 lipca 1994) – sierraleoński zapaśnik walczący w stylu klasycznym. 
Brązowy medalista mistrzostw Afryki w 2024 roku.